# Бугаївський заказник
Бугаївський — ботанічний заказник місцевого значення. Об'єкт розташований на території Куньєвської сільської громади Ізюмського району Харківської області, село Бугаївка.
Площа — 47 га, статус отриманий у 1984 році.
Охороняється ділянка цілинного степу зі значним ценотичним і флористичним різноманіттям. В рослинному покриві представлені угруповання 6 видів ковили та пирію ковилолистого, занесені до Зеленої книги України, а також 3 рослин види з Європейського Червоного списку, 5 видів, занесених до Червоної книги України та 4 регіонально рідкісні види. 